# 寺岡賢司
寺岡 賢司（てらおか けんじ、1962年3月28日 - ）は、日本のアニメーションメカニックデザイナー。所属フリー。島根県出身。別名・寺岡憲司、寺岡賢治。

## 概要
タツノコプロの養成所「アニメ技術研究所」でアニメーターとしてデビュー後、その作業中に小物や車のデザインを担当していたが、『銀河戦国群雄伝ライ』で降板した本来のメカニックデザイナーに代わって自らがそれを急遽担当したことをきっかけに転向し、現在へ至る。
主にサンライズ、Production I.G、ビィートレインが制作するアニメのメカニックデザインを手掛ける。

## 主な作品

### テレビアニメ
- よろしくメカドック（1984年・動画）
- 昭和アホ草紙あかぬけ一番!（1985年・動画）
- 光の伝説（1986年・動画作監、動画）
- ドテラマン（1986年・作画監督、動画チェック）
- らんま1/2 熱闘編（1989年・原画）
- 幽☆遊☆白書（1994年・原画）
- 銀河戦国群雄伝ライ（1994年・メカニックデザイン、メカ設定）
- 鬼神童子ZENKI（1995年・メカニックデザイン）
- 神秘の世界エルハザード（1995年・小物設定）
- スレイヤーズ（1995年・モンスターデザイン、小道具設定）
- スレイヤーズNEXT（1996年・モンスターデザイン、小道具設定）
- 魔法少女プリティサミー（1996年・コンセプトデザイン）
- スレイヤーズTRY（1997年・モンスターデザイン、小道具設定）
- 吸血姫美夕（1997年・神魔コンセプトデザイン、小道具設定）
- バトルアスリーテス大運動会（1997年・コンセプトデザイン）
- ジェネレイターガウル（1998年・メカニックデザイン）
- アークザラッド（1999年・メカニックデザイン・作画監督・原画・OPEDメカ作画監督・ED作画）
- デュアル!ぱられルンルン物語（1999年・メカニックデザイン）
- ワイルドアームズ トワイライトヴェノム（1999年・メカニックデザイン）
- 砂漠の海賊!キャプテンクッパ（2001年・メカニックデザイン）
- スターオーシャンEX（2001年・メカニックデザイン）
- ノワール（2001年・メカニカルデザイン）
- 破邪巨星Gダンガイオー（2001年・コンセプトデザイン、サブメカ設定）
- 攻殻機動隊 STAND ALONE COMPLEX（2002年・メカニックデザイン）
- .hack//SIGN（2002年・メカニカルデザイン）
- 奇鋼仙女ロウラン（2002年・設定デザイン）
- AVENGER（2003年・メカニックデザイン）
- L/R -Licensed by Royal-（2003年・メカニックデザイン）
- 攻殻機動隊 STAND ALONE COMPLEX 2nd GIG（2004年・メカニックデザイン）
- MADLAX（2004年・メカニックデザイン、銃器小道具設定）
- 吟遊黙示録マイネリーベ（2004年・メカニックデザイン）
- ガン×ソード（2005年・デザインワークス）
- 強殖装甲ガイバー（2005年・ゲストメカ美術設定）
- BLOOD+（2005年・メカニックデザイン）
- Get Ride! アムドライバー（2004年・メカニックデザイン、サブメカ設定）[2]
- 攻殻機動隊 STAND ALONE COMPLEX SSS（2006年・メカニックデザイン）
- コードギアス 反逆のルルーシュ（2006年・メカニックデザイン、コンセプトデザイン）
- スパイダーライダーズ 〜オラクルの勇者たち〜（2006年・メインメカデザイン）
- スパイダーライダーズ 〜よみがえる太陽〜（2007年・メインメカデザイン）
- エル・カザド（2007年・メカニックデザイン）
- 機動戦士ガンダム00（2007年・メカニックデザイン〈人類革新連盟陣営担当〉、SF考証）
- コードギアス 反逆のルルーシュR2（2008年・メカニックデザイン、コンセプトデザイン）
- Phantom 〜Requiem for the Phantom〜（2009年・メカニカルデザイン）
- 東京マグニチュード8.0（2009年・メカニカルデザイン）
- ジャングル大帝 -勇気が未来をかえる-（2009年・メカ、コンセプトデザイン）
- Rio RainbowGate!（2011年・プロップデザイン）
- 機動戦士ガンダムAGE（2011年・メカニックデザイン）
- モーレツ宇宙海賊（2012年・メカニックデザイン）
- 輪廻のラグランジェ（2012年・プロップデザイン）
- THE UNLIMITED 兵部京介（2013年・メカニックデザイン）
- 革命機ヴァルヴレイヴ（2013年・メカニックデザイン）
- ガンダムビルドファイターズ（2013年・メカニックデザイン）
- 白銀の意思 アルジェヴォルン（2014年・プロップデザイン）
- アルドノア・ゼロ（2014年・メカニックデザイン）
- クロスアンジュ 天使と竜の輪舞（2014年・メカニックデザイン）
- ヘヴィーオブジェクト（2015年・兵器デザイン）
- 機動戦士ガンダム 鉄血のオルフェンズ（2015年・周辺メカニックデザイン、美術設定）
- アクティヴレイド -機動強襲室第八係-（2016年・コンセプトデザイン）
- クロックワーク・プラネット（2017年・メカデザイン）
- BEATLESS（2018年・メカニックデザイン）
- 境界戦機（2021年、メカニックデザイン）[3]
- リコリス・リコイル（2022年、銃器デザイン）
- 機動戦士ガンダム 水星の魔女（2022年、メカニックデザイン）[4]

### OVA
- ドリームハンター麗夢（1992年・メカニックデザイン）
- ザ・コクピット 成層圏気流・鉄の竜騎兵　(1993年・原画）
- バイオ・ハンター （1995年・原画）
- アドバンサー ティナ（1996年・メカニックデザイン）
- ファイアーエムブレム 紋章の謎（1996年・原画）
- TOKIO機動ポリス（1997年・メカニックデザイン）
- 超機動伝説ダイナギガ（1998年・メカニックデザイン）
- 太陽の船 ソルビアンカ（1999年・メカニックデザイン）
- .hack//Liminality（2002年・メカニカルデザイン）
- 天地無用! 魎皇鬼 第3期（2003年・メカ設定）
- 装甲騎兵ボトムズ Case;IRVINE（2011年・メカニカルデザイン）
- 間の楔 第2期（2012年・メカニックデザイン）

### 劇場アニメ
- ああっ女神さまっ（2000年・デザインワークス）
- スチームボーイ（2004年・設定開発）
- 劇場版 機動戦士ガンダム00 -A wakening of the Trailblazer-（2010年、メカニックデザイン）
- コードギアス 亡国のアキト（2012年、メカデザイン）
- モーレツ宇宙海賊 ABYSS OF HYPERSPACE -亜空の深淵-（2014年、メカ・プロップデザイン）
- 劇場版 PSYCHO-PASS サイコパス（2015年、メカデザイン）
- 劇場版 ハイスクール・フリート（2020年、メカデザイン）

### Webアニメ
- ガンダムビルドダイバーズRe:RISE（2019年、メカニックデザイン）

### ゲーム
- 無限航路（艦船デザイン）
- バツグン（パッケージイラスト）
- スーパーロボット大戦DD（メカニックデザイン）